# Paraolimpijske igre
Paraolimpijske igre danas su elitni športski događaj za športaše iz 5 različitih skupina invalidnosti i cilj im je isticanje športskih postignuća, umjesto invalidnosti. Pokret je dramatično narastao od svojih prvih dana. Broj športaša koji sudjeluju u Paraolimpijskim igrama je porastao s 400 iz 23 države u Rimu, 1960. godine, na 3806, iz 136 država u Ateni 2004. godine.

## Kada i gdje se održavaju
Paraolimpijske igre uvijek su bile održane iste godine kao i Olimpijske igre. Od Paraolimpijskih igara u Seulu 1988. godine i Zimskih Paraolimpijskih igara u Tignes‐Albertvilleu 1992. godine, održavaju se i na istom mjestu natjecanja, kao i Olimpijske igre. Određeno je da od 2008. godine, pa nadalje, grad domaćin Olimpijskih igara udomaći i Paraolimpijske igre.

## Paraolimpijske igre kroz povijest
Prve Ljetne paraolimpijske igre održane su 1952. godine u Stoke Mandeville u Velikoj Britaniji. Na tim Igrama nastupilo je 130 sportaša iz dvije države. Posebnost tih Igara je što su prve međunarodne igre za športaše s invaliditetom. Prve Zimske paraolimpijske igre održane su 1976. godine u Oernskoeldsviku u Švedskoj. Na tim Igrama nastupilo je više od 250 sportaša iz 17 država. Posebnost tih Igara je što su se demonstrirali sportovi. Kako su godine tekle, tako su i Paraolimpijske igre rasle. Broj država i broj sportaša se povećavao, a s njima i broj sportova. Dokaz tome su podaci s Ljetnih paraolimpijskih igara u Pekingu 2008. godine na kojima je nastupilo čak 4000 sportaša iz 150 država.
Danas se teži tome da Paraolimpijske igre privuku jednaki javni interes kao i Olimpijske igre. Igre u Londonu 2012. su najavljene kao najizjednačenije u povijesti.

## Grb Paraolimpijskih igara
Svaki Organizacijski odbor Paraolimpijskih igara razvija vlastiti grb koji predstavlja njihovo izdanje Paraolimpijskih igara. Grb uključuje Paraolimpijski simbol, i grafički element koji predstavlja državu domaćina, i vrijednosti Paraolimpijskih igara.

## Maskote Paraolimpijskih igara
Svake Paraolimpijske igre predstavlja maskota, koja ima obličje osobe, životinje ili predmeta koji predstavlja sreću. Maskote obično reflektiraju prirodu i kulturu grada ili države domaćina.

## Razlika između Paraolimpijskih i Specijalnih olimpijskih igara
Paraolimpijske igre i Specijalne olimpijske igre su slične po tome što se obje fokusiraju na športaše s invaliditetom, te da su obje vođene međunarodnim neprofitabilnim organizacijama. Međutim, Paraolimpijske igre i Specijalne olimpijske igre razlikuju se u 3 područja: 1) kategorije invalidnosti športaša s kojima rade, 2) kriteriju na koji način športaši sudjeluju i, 3) u strukturi pojedinačnih organizacija. Specijalne olimpijske igre su isključivo za športaše s intelektualnim poteškoćama. Za sudjelovanje na Paraolimpijskim igrama, športaši moraju ispuniti određene kriterije, te postići određene standarde kako bi se kvalificirali i natjecali u određenom športu. Sudionici su vrhunski
sportaši s invaliditetom koji za sudjelovanje na Paraolimpijskim igrama prolaze strogi proces kvalifikacija. Specijalne olimpijske igre ističe sudjelovanje onih koji mogu i žele. Kvalifikacije za sudjelovanje se ne održavaju, već umjesto njega postoji sustav nasumičnog odabira sudionika za natjecanja.

## Ljetni športovi
Sljedeći športovi su trenutačno na programu ljetnih Paraolimpijskih igara: 
- Streličarstvo
- Atletika
- Boćanje
- Biciklizam
- Konjički sport
- Nogomet 5+1 igrača
- Nogomet 7+1 igrača
- Goalball
- Judo
- Powerlifting (potisak s klupe)
- Veslanje
- Jedrenje
- Pucanja
- Plivanje
- Stolni tenis
- Odbojka (sjedeća)
- Košarka u invalidskim kolicima
- Mačevanje u invalidskim kolicima
- Ragbi u invalidskim kolicima
- Tenis u invalidskim kolicima

## Zimski športovi
Sljedeći športovi su trenutačno na programu zimskih Paraolimpijskih igara: 
- Alpsko skijanje
- Hokej
- Nordijsko skijanje
  - Biatlon
  - Skijaško trčanje
- Curling u invalidskim kolicima

## Hrvatski paraolimpijci
- Darko Kralj
- Branimir Budetić
- Mikela Ristoski
- Mihovil Španja
- Sandra Paović
- Antonia Balek
- Zoran Talić
- Helena Dretar Karić
- Anđela Mužinić Vincetić

## Vanjske poveznice
- Paraolimpijske igre
- Službena kanadska stranica
- Službena IPC-ova stranica
- IMNO Interviju Curt Brinkman   Arhivirana inačica izvorne stranice od 27. rujna 2007. (Wayback Machine)
- Hrvatski paraolimpijski odbor
- Paraolimpijski školski dan  Arhivirana inačica izvorne stranice od 24. ožujka 2014. (Wayback Machine)